# Sigurd Lax
Sigurd Lax (* 1961 in Graz) ist ein österreichischer Pathologe mit einem Schwerpunkt auf Zytodiagnostik und Humangenetik. Lax ist Universitätsprofessor auf Zeit (gemäß §99 Universitätsgesetz) an der Johannes Kepler Universität Linz (Medizinische Fakultät), Vorstand (Primar) des Instituts für Pathologie am Landeskrankenhaus Graz West II (LKH Graz II).

## Publikationen (Auswahl)
- mit Pohl G, Rudas M, Dietze O, Markis E, Pirker R, Zielinski CC, Hausmaninger H, Kubista E, Samonigg H, Jakesz R, Filipits M.: High p27Kip1 expression predicts superior relapse-free and overall survival for premenopausal women with early-stage breast cancer receiving adjuvant treatment with tamoxifen plus goserelin. J Clin Oncol. 2003 Oct 1
- mit Filipits M, Pohl G, Rudas M, Dietze O, Grill R, Pirker R, Zielinski CC, Hausmaninger H, Kubista E, Samonigg H, Jakesz R.: Clinical role of multidrug resistance protein 1 expression in chemotherapy resistance in early-stage breast cancer: the Austrian Breast and Colorectal Cancer Study Group. J Clin Oncol. 2005 Feb 20
- mit Wiesner T, Fried I, Ulz P, Stacher E, Popper H, Murali R, Kutzner H, Smolle-Jüttner F, Geigl JB, Speicher MR.: Toward an Improved Definition of the Tumor Spectrum Associated With BAP1 Germline Mutations. J Clin Oncol. 2012 Oct 1
- mit Pocivalnik M, Pätzold S, Dorr K, Tsybrovskyy O, Eller P, Rosenkranz AR, Eller K.: Fever of unknown origin with angina: an atypical presentation of polyangiitis with granulomatosis. Circulation. 2013 Jul 16
- mit Mohan S, Heitzer E, Ulz P, Lafer I, Auer M, Pichler M, Gerger A, Eisner F, Hoefler G, Bauernhofer T, Geigl JB, Speicher MR.: Changes in Colorectal Carcinoma Genomes under Anti-EGFR Therapy Identified by Whole-Genome Plasma DNA Sequencing. PLoS genetics. 2014 Mar 27